# Helix obruta
Helix obruta ou Moreletina obruta (Morelet, 1860) é uma espécie de gastrópode da família Helicidae endémica dos Açores.

## Descrição
É uma espécie de caracol terrestre endémica dos Açores.